# Monroe County (Kentucky)
Monroe County ist ein County im Bundesstaat Kentucky der Vereinigten Staaten. Das U.S. Census Bureau hat bei der Volkszählung 2020 eine Einwohnerzahl von 11.338 ermittelt.
Der Verwaltungssitz (County Seat) ist Tompkinsville, das nach dem Vize-Präsidenten Daniel D. Tompkins benannt wurde. Das County gehört zu den Dry Countys, was bedeutet, dass der Verkauf von Alkohol eingeschränkt oder verboten ist.

## Geographie
Das County liegt im Süden von Kentucky, grenzt an den Bundesstaat Tennessee und hat eine Fläche von 860 Quadratkilometern, wovon drei Quadratkilometer Wasserfläche sind. Es grenzt im Uhrzeigersinn an folgende Countys: Barren County, Metcalfe County, Cumberland County und Allen County.

## Geschichte
Monroe County wurde am 19. Januar 1820 aus Teilen des Barren County und des Cumberland County gebildet. Benannt wurde es nach dem Präsidenten James Monroe.
Sechs Bauwerke des Countys sind im National Register of Historic Places eingetragen (Stand 19. Oktober 2017).

## Demografische Daten

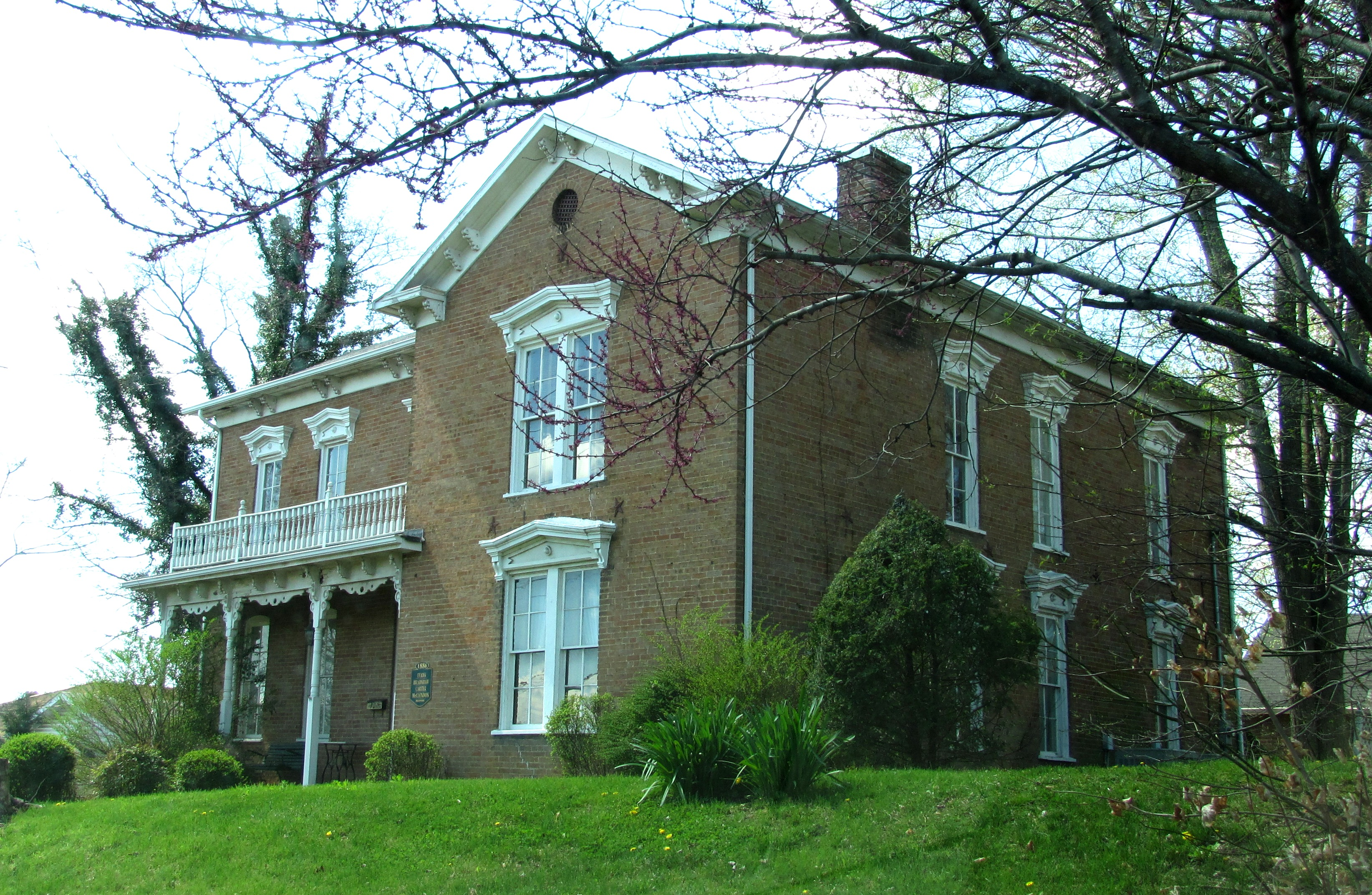
Das Thomas Evans House, gelistet im NRHP

Nach der Volkszählung im Jahr 2000 lebten im Monroe County 11.756 Menschen. Davon wohnten 131 Personen in Sammelunterkünften, die anderen Einwohner lebten in 4.741 Haushalten und 3.380 Familien. Die Bevölkerungsdichte betrug 14 Einwohner pro Quadratkilometer. Ethnisch betrachtet setzte sich die Bevölkerung zusammen aus 95,57 Prozent Weißen, 2,76 Prozent Afroamerikanern, 0,13 Prozent amerikanischen Ureinwohnern, 0,01 Prozent Asiaten, 0,03 Prozent Bewohnern aus dem pazifischen Inselraum und 0,93 Prozent aus anderen ethnischen Gruppen; 0,59 Prozent stammten von zwei oder mehr Ethnien ab. 1,45 Prozent der Bevölkerung waren spanischer oder lateinamerikanischer Abstammung.
Von den 4.741 Haushalten hatten 31,1 Prozent Kinder und Jugendliche unter 18 Jahre, die bei ihnen lebten. 57,4 Prozent waren verheiratete, zusammenlebende Paare, 10,4 Prozent waren allein erziehende Mütter, 28,7 Prozent waren keine Familien, 26,3 Prozent waren Singlehaushalte und in 12,6 Prozent lebten Menschen im Alter von 65 Jahren oder darüber. Die Durchschnittshaushaltsgröße betrug 2,45 und die durchschnittliche Familiengröße lag bei 2,94 Personen.
Auf das gesamte County bezogen setzte sich die Bevölkerung zusammen aus 23,9 Prozent Einwohnern unter 18 Jahren, 8,9 Prozent zwischen 18 und 24 Jahren, 27,7 Prozent zwischen 25 und 44 Jahren, 24,3 Prozent zwischen 45 und 64 Jahren und 15,3 Prozent waren 65 Jahre alt oder darüber. Das Durchschnittsalter betrug 38 Jahre. Auf 100 weibliche Personen kamen 94,2 männliche Personen. Auf 100 Frauen im Alter von 18 Jahren alt oder darüber kamen statistisch 91,0 Männer.
Das jährliche Durchschnittseinkommen eines Haushalts betrug 22.356 USD, das Durchschnittseinkommen der Familien betrug 27.112 USD. Männer hatten ein Durchschnittseinkommen von 21.820 USD, Frauen 17.783 USD. Das Prokopfeinkommen betrug 14.365 USD. 20,0 Prozent der Familien und 23,4 Prozent der Bevölkerung lebten unterhalb der Armutsgrenze. Davon waren 27,6 Prozent Kinder oder Jugendliche unter 18 Jahre und 30,3 Prozent waren Menschen über 65 Jahre.

## Orte im County
- Akersville
- Blythe
- Boles
- Bugtussle
- Coe
- Cyclone
- Emberton
- Flippin
- Forkton
- Fountain Run
- Freetown
- Gamaliel
- Grandview
- Gum Tree
- Harlan Crossroads
- Hestand
- Jeffrey
- Lamb
- Meshack
- Mount Hermon
- Mud Lick
- Otia
- Persimmon
- Raydure
- Rockbridge
- Sulphur Lick
- Tompkinsville
- Vernon